# 米山峠
米山峠（こめやまとうげ）は、山口・島根県道12号鹿野吉賀線の山口県周南市鹿野上と島根県鹿足郡吉賀町蓼野との間にある峠である。標高は約740m。
峠の真下を中国自動車道が通過しており、米山トンネルは約3.2kmある。